# Indio (futbolista)
Pedro Villagordo Ferrández (Orihuela, Alicante, España; 25 de enero de 1951) fue un futbolista español que se desempeñaba como defensor.

## Clubes
| Club        | País   | Año         |
| ----------- | ------ | ----------- |
| CA Osasuna  | España | 1972 - 1973 |
| Elche CF    | España | 1973 - 1978 |
| Terrassa FC | España | 1978 - 1979 |